# Олимпийский орден
Олимпийский орден — орден Международного олимпийского комитета, присуждаемый за особые заслуги перед олимпийским движением. Учреждён в 1974 году взамен вручавшемуся с 1905 года Олимпийскому почётному диплому.

## Степени ордена
Изначально имел три степени:
- Золотой Олимпийский орден.
- Серебряный Олимпийский орден.
- Бронзовый Олимпийский орден.

С 1984 года вручаются только две степени — Золотой орден и Серебряный орден.

## Правила награждения
Орден является персональной наградой, присуждаемой от имени МОК за особые заслуги перед олимпийским движением.
Действующие члены МОК орденом не награждаются.
С 2002 года введены дополнительные ограничения на награждение орденом:
- Прекращено награждение спортсменов-обладателей олимпийских медалей, поскольку они уже имеют наиболее престижную награду в олимпийском движении.
- Ограничено число наград, присуждаемых деятелям одной страны: не более одного ордена в год.

## Некоторыероссийскиеи советские кавалеры

### Золотой Олимпийский орден
- 1992 год — Борис Николаевич Ельцин.
- 1998 год — Юрий Михайлович Лужков.
- 2001 год — Александр Александрович Карелин.
- 2001 год — Владимир Владимирович Путин.
- 2014 год — Дмитрий Николаевич Козак.
- 2014 год — Дмитрий Николаевич Чернышенко.

Примечание: 28 февраля 2022 года Международный олимпийский комитет принял решение отозвать олимпийские ордена у Путина, Козака и Чернышенко.

### Серебряный Олимпийский орден
- 1980 год — Игнатий Трофимович Новиков
- 1980 год — Зоя Сергеевна Миронова
- 1981 год — Елена Вячеславовна Мухина[5].
- 1983 год — Виктор Данилович Санеев[6].
- 1983 год — Лидия Павловна Скобликова[6].
- 1984 год — Галина Алексеевна Кулакова
- 1985 год — Лев Иванович Яшин
- 1990 год — Лариса Семёновна Латынина[7].
- 1992 год — Николай Николаевич Озеров
- 1993 год — Анна Ильинична Синилкина[8].
- 1995 год — Анатолий Александрович Собчак
- 1998 год — Александр Яковлевич Гомельский
- 2000 год — Вячеслав Александрович Фетисов
- 2000 год — Владимир Сергеевич Родиченко
- 2001 год — Анатолий Евгеньевич Карпов
- 2001 год — Александр Александрович Карелин
- 2003 год — Юрий Михайлович Бычков
- 2009 год — Минтимер Шарипович Шаймиев
- 2015 год — Ирина Винер-Усманова
- 2018 год — Александр Владимирович Попов

### Бронзовый Олимпийский орден
- Ирина Константиновна Роднина
- Зоя Сергеевна Миронова
- Людмила Ивановна Турищева

## Некоторые кавалеры других стран

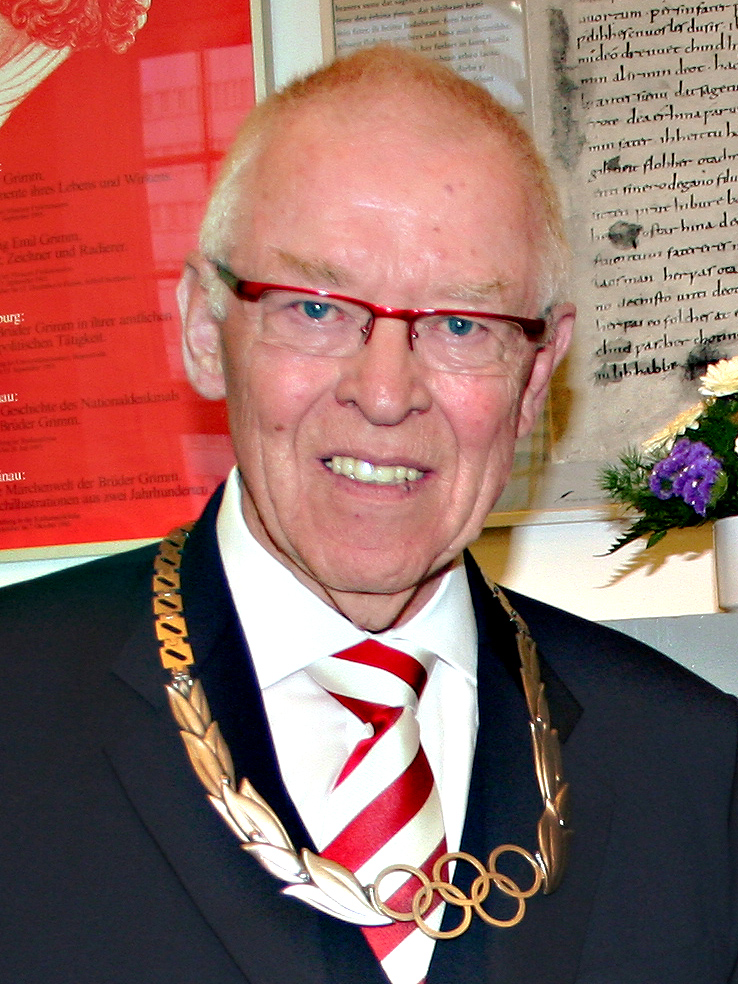
Почётный президент Международной федерации каноэ Ульрих Фельдхоф c Олимпийским орденом (2009)

Первым человеком, удостоенным Олимпийского ордена дважды (в 1984 и 2004 годах), стала румынская гимнастка Надя Комэнеч. Она же является самым молодым (на момент награждения) кавалером ордена. Бразилец Карлос Артур Нузман в 1992 году был удостоен серебряного ордена, а в 2016 году после Олимпийских игр в Рио-де-Жанейро — золотого. Позднее он стал почётным членом МОК, а затем был обвинён в коррупции, и его почётное членство было приостановлено.

### Золотой Олимпийский орден
- 1981 год —  Иоанн Павел II[5];
- 1981 год —  Улаф V[5];
- 1983 год —  Индира Ганди[9];
- 1987 год —  Тодор Живков[10];
- 1988 год —  Ренье III[11];
- 1996 год —  Ислам Каримов[12];
- 2004 год  —  Ильхам Алиев[13];
- 2009 год —  Ульрих Фельдхоф[нем.][14].

### Олимпийский орден
- 1987 год —  Теофило Стивенсон[15];
- 1987 год —  Жан-Клод Килли[15];
- 1988 год —  Ежи Кукучка[11];
- 1988 год —  Аладар Геревич[16];
- 1990 год —  Рудольф Карпати[7];
- 1993 год —  Дражен Петрович[17];
- 1993 год —  Йозеф Блаттер[8];
- 1996 год —  Педро Феррандис;
- 1999 год —  Штеффи Граф[18];